# Містер Олімпія 1996
Містер Олімпія 1996 — одне з найбільш значущих міжнародних змагань з культуризму, що пройшло під егідою Міжнародної федерації бодібілдингу (англ. International Federation of Bodybuilding, IFBB) Змагання проходили 21 вересня 1996 року в Чикаго, США.

## Результати
Загальна сума призових склала $275,000.
| Місце | Приз     | Ім'я                         |
| ----- | -------- | ---------------------------- |
| 1     | $110,000 | Велика Британія Доріан Єйтс  |
| 2     | $50,000  | США Шон Рей                  |
| 3     | $30,000  | США Кевін Леврон             |
| 4     | $25,000  | США Флекс Віллер             |
| 5     | $15,000  | Канада Пол Діллет            |
| 6     | $12,000  | США Ронні Коулмен            |
| 7     | $8,000   | США Кріс Корм'є              |
| 8     | $7,000   | Швейцарія Жан П'єр Фукс      |
| 9     | $6,000   | Барбадос Шарль Клермон       |
| 10    | $5,000   | США Майк Франсуа             |
| 11    |          | США Аарон Бейкер             |
| 12    |          | Німеччина Роланд Цюрлок      |
| 13    |          | США Майк Матараццо           |
| DQ    |          | Югославія Нассер Ель Сонбаті |

## Визначні події
- Доріан Єйтс виграв свій п'ятий поспіль титул Містер Олімпія.
- Нассер Ель Сонбаті посів третє місце за кількістю очок, але був дискваліфікований за позитивний тест на заборонений сечогінний препарат